# MUSIC OF MY HEART
『MUSIC OF MY HEART』（みゅーじっく おぶ まい はーと）は、三重エフエム放送の番組。提供は、三重県下のJAバンク。
2003年4月5日から2019年9月28日までの16年6か月の長きにわたり放送した。

## パーソナリティ
2003年4月5日 - 2005年3月26日 ： Honda Keiko 

2005年4月2日 - 2017年3月25日 ： 高橋正純 

2017年4月1日 - 2019年9月28日 ： 水城あやの

## コーナー

### 現在のコーナー
- テーマ

テーマに基づいた情報を届ける。

### 過去のコーナー
- 番組独自のBEST5カウントダウン
- ゲストによるスペシャルトーク
- メモリアルソング